# حسام اسکندری
حسام اسکندری (زادهٔ ۱۲ اردیبهشت ۱۳۸۳) بازیکن فوتبال اهل ایران است که در پست مهاجم برای باشگاه فوتبال استقلال تهران در لیگ برتر خلیج فارس بازی‌ می کند.

## دوران باشگاهی

### دوران پایه
حسام اسکندری فوتبال پایه خود را از تیم های احسان ری و پیکان آغاز کرد و توانست خودش را به باشگاه فوتبال امید استقلال تهران برساند و به یکی از کلیدی ترین بازیکنان آکادمی استقلال تبدیل شود و همچنین توانسته بود در رده نوجوانان و امیدها آقای گل شود که به یاغی فوتبال پایه ایران تبدیل شد و به آکادمی پرسپولیس پیوست که البته بعد از یک فصل دوباره به استقلال بازگشت.

### استقلال
وی که در باشگاه فوتبال امید استقلال تهران مشغول بود توسط جواد نکونام به تیم بزرگسالان منتقل شد.

### شهرداری آستارا
وی به باشگاه فوتبال شهرداری آستارا به صورت قرضی پیوست تا در لیگ آزادگان بازی کند. حسام اسکندری به همراه چند هم تیمی خود از جمله رضا آذری دچار سانحه تصادف شدند و چندین ماه از میادین فوتبال دور بودند.

### بازگشت به استقلال
وی که دوره نقاهت خود را از تصادف به اتمام رسانده بود توسط پیتسو موسیمانه به دلیل کمبود به استقلال فراخوانده شد اما در بازی های رسمی استفاده نشد. وی برای اولین بار برای استقلال در لیگ نخبگان آسیا مقابل الریان قطر با هدایت سهراب بختیاری زاده به میدان رفت و دقایقی بازی کرد.

## افتخارات

### استقلال
- جام حذفی
  - قهرمان (۱): ۰۴–۱۴۰۳